# Eve Cone
Der Eve Cone, gelegentlich Eve's Cone genannt, ist ein 1740 m hoher Vulkan im Nordwesten der kanadischen Provinz British Columbia.

## Geographie
Der Eve Cone ist ein Schlackenkegel im Cassiar Land District im nordwestlichen British Columbia. Er ist einer von mehreren Vulkankegeln im Desolation Lava Field, einem der größten Gebiete holozäner Lavaströme im Mount Edziza Volcanic Complex,:214 ganz im Norden des Big Raven Plateau.
Der Vulkan liegt südöstlich der Gemeinde Telegraph Creek im Mount Edziza Provincial Park, mit 266.180 ha einem der größten Provincial Parks in British Columbia. Er wurde 1972 als „Schaufenster“ der vulkanischen Landschaft eingerichtet und besteht nicht nur aus dem Gebiet des Mount Edziza, sondern auch aus der Spectrum Range im Süden, die beide durch den Raspberry Pass voneinander getrennt sind. Der Mount Edziza Provincial Park liegt im Tahltan Highland, einer nach Südosten gerichteten Hochebene an der Westseite des Stikine Plateau.:49
Ein Lavafeld von etwa 12 km Durchmesser hatte im Holozän seinen Ursprung am Eve Cone und bewegte sich die Nordseite des Big Raven Plateau hinab. Es verzweigt sich in viel engere Lavakanäle, dessen längster bis zum Buckley Lake, 11 km nordwestlich gelegen, reicht.
Der Eve Cone ist Teil des Mount Edziza Volcanic Complex, der aus verschiedenen, einander überlappenden Landschaftselementen wie Schildvulkanen, Schichtvulkanen, Lavadomen und Schlackenkegeln besteht, die in den vergangenen 7,5 Millionen Jahren entstanden.:124,125 Der Vulkan enthält einen kreisförmigen Gipfelkrater von 45 m Tiefe, aber die meiste Lava scheint aus Schloten am Fuß des 350 m breiten Kegels ausgestoßen worden zu sein.
Abgesehen vom Hauptmassiv des Mount Edziza, eines 2786 m hohen Schichtvulkans, ist der Eve Cone von einer Reihe vulkanischer Objekte umgeben. Etwa 5 km südwestlich befindet sich die Tsekone Ridge an der Nordwestflanke des Mount Edziza. Die Pillow Ridge, etwa 5 km südlich des Eve Cone gelegen, erstreckt sich von der Nordflanke des Mount Edziza aus nordwestwärts. Etwa 2 km südöstlich des Eve Cone liegen die Triplex Cones, eine südostwärts gerichtete Reihe stark erodierter Vulkankegel.:219 Der Sidas Cone liegt etwa 5 km nordwestlich des Eve Cone und besteht aus zwei einander überlappenden Vulkanen.:219 Die Pillow Ridge und die Tsekone Ridge sind ältere vulkanische Objekte aus dem Pleistozän, während Sidas Cone und Triplex Cones Teil des jüngeren Desolation Lava Field sind.
Er ist einer der symmetrischsten und besterhaltenen Schlackenkegel in Kanada und ragt 172 m über das umgebende Gelände hinaus.:223:116 Flechten und Pioniervegetation wachsen spärlich am Fuß des Kegels.:223:116
Zugang bieten Reitpfade, die in den Gemeinden Telegraph Creek und Iskut beginnen, obwohl es auch eine Möglichkeit für Wasserflugzeuge gibt, auf dem Buckley Lake zu landen und so zum Eve Cone zu gelangen.

## Name und Etymologie
Jack Souther, ein Geologe der Geological Survey of Canada, der das Gebiet zwischen 1965 und 1992 eingehend untersuchte, benannte den Vulkan nach Eve Brown Edzerza.:89 Edzerza war eine örtlich ansässige Indigene, die den Mount Edziza mit ihrem Ehemann, Johnny Edzerza, und einem Hank Williams 1974 oder davor auf einem Hundeschlitten querte. Johnny und Hank wurden während eines heftigen Schneesturms, der von Norden kam, am Berg von einer Lawine getötet, aber Eve überlebte und führte ein Rettungsteam zum Unfallort; Johnny wurde am Mount Edziza begraben. Sowohl Edzerza als auch Edziza könnten etymologisch in Zusammenhang stehen. Der Williams Cone an der Nordostseite des Berges wurde nach Hank benannt.
Der Name des Vulkans wurde am 2. Januar 1980 offiziell anerkannt und in der Karte 104G/15 des National Topographic System eingetragen, nachdem er vom Büro der BC Geographical Names in Victoria (British Columbia) durch die Geological Survey of Canada vorgeschlagen worden war. In seinem Bericht The Late Cenozoic Mount Edziza Volcanic Complex, British Columbia von 1992 gab Jack Souther dem Eve Cone das Numeronym DLF-9, wobei DLF die Abkürzung für Desolation Lava Field darstellt und die 9 sich auf die Tatsache bezog, dass der Eve Cone das neuntjüngste eruptive Zentrum im Lavafeld war.:214,222 BC Parks bezeichnet den Vulkan sowohl als Eve Cone wie auch als Eve's Cone.

## Geologie

### Hintergrund
Als Teil des Mount Edziza Volcanic Complex liegt der Eve Cone in einem weiten Gebiet von Vulkanen und Lavaströmen, das als Northern Cordilleran Volcanic Province bezeichnet wird und sich vom Nordwesten von British Columbia nordwärts über die Provinz Yukon bis ins östlichste Alaska erstreckt.:1280–1284 Die dominanten Gesteine, aus denen diese Vulkane bestehen, sind Alkalibasalte und Hawaiite, wobei Nephelinit, Basanit sowie peralkaliner a Phonolith, Trachyt und Comendit lokal häufig sein können. Diese Gesteine wurden durch Vulkanausbrüche vor 20 Millionen bis wenigen hundert Jahren abgelagert. Als Ursache der vulkanischen Aktivität in der Northern Cordilleran Volcanic Province wird das Rifting der Nordamerikanischen Kordillere angenommen, welches durch Änderungen der relativen Plattenbewegung zwischen der Nordamerikanischen Platte und der Pazifischen Platte angetrieben wird.:1280

### Struktur

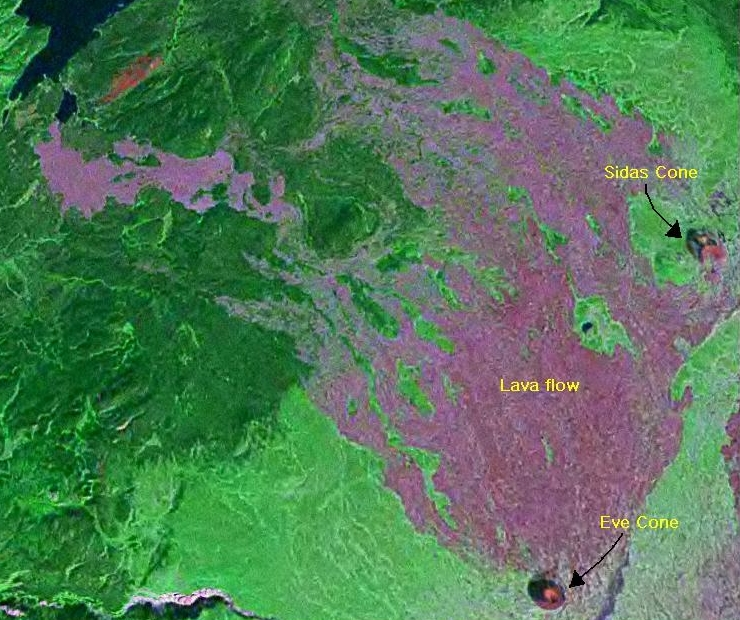
Falschfarbenbild der Lavaströme vom Eve Cone und vom Sidas Cone

Der Eve Cone ist ein monogenetischer Schlackenkegel, was bedeutet, dass es sich um ein einfaches Vulkanmassiv handelt, das in einer einzigen eruptiven Phase entstand.:1:1 Solche Objekte werden normalerweise als einmal ausgebrochen und kurzlebig betrachtet; sie können in Zeiträumen von Tagen bis Jahren aktiv bleiben, werden aber von einer vergleichsweise geringen Mange von Magma gespeist.:1:43 Der Eve Cone besteht aus Hawaiit der Big-Raven-Formation und ist eines der jüngeren eruptiven Zentren im Desolation Lava Field; das andere bildet der Williams Cone, etwa 6 km südöstlich gelegen.:223 Der symmetrische Aufbau des Eve Cone legt nahe, dass er aus einer sich auftürmenden, senkrechten Lavafontäne im Holozän entstand.:27 Lockere aggregierte vulkanische Ejekta wie vulkanische Bomben, Schlacken und Asche bedecken die äußere Oberfläche des Eve Cone.:223
Relativ feinkörnige, dunkelgraue Bomben und Schlacken bedecken die nördliche Hälfte des Eve Cone, wogegen gröbere, verbackene Schweißschlacken in der stärker erodierten südlichen Hälfte des Vulkans exponiert sind. Die Erosion an der Südflanke ist aufgrund der fortgeschrittenen Frostverwitterung und der Solifluktion b stärker, was durch stärkere und häufigere Temperaturwechsel ausgelöst worden sein kann.:223 Im Gegensatz zum Williams Cone, dessen Umgebung mindestens noch teilweise von feiner, von ihm ausgestoßener Asche bedeckt ist, wurde die Asche des Eve Cone durch Eruption vollständig aus der ihn umgebenden Landschaft entfernt; das zeigt an, dass der Eve Cone älter als der Williams Cone ist.:223, 224

### Das Lavafeld
Nahezu die gesamte vom Eve Cone ausgestoßene Lava scheint aus Schloten rund um den Fuß des Vulkans ausgestoßen worden zu sein. Dies ist teilweise dadurch evident, dass an der Südostseite des Kegels eine fast 30 m hohe Klippe aus überlagernden Schichten von Lavalappen existiert.:223 Lavaströme aus diesen Schloten verschmolzen zu einem 12 km langen Lavafeld, welches sich über der Nordseite des Big Raven Plateau ausdehnte. Es hat eine maximale Breite von etwa 6 km. Das Lavafeld überlagert ältere Lavaströme aus den Triplex Cones und stößt an ältere Lavaströme im Nordosten, die aus dem Sidas Cone stammen. Die Lavaströme, aus denen dieses Feld besteht, verzweigen sich in schmalere Lavakanäle, die nach Norden und Nordwesten gerichtet sind; der größte von ihnen ist ungefähr 6 km lang und erreicht das Nordostende des Buckley Lake. Ein kürzerer Kanal unmittelbar südlich des Buckley Lake bildet mit den Lavaströmen der Triplex Cones ein Lavabett.

## Erreichbarkeit

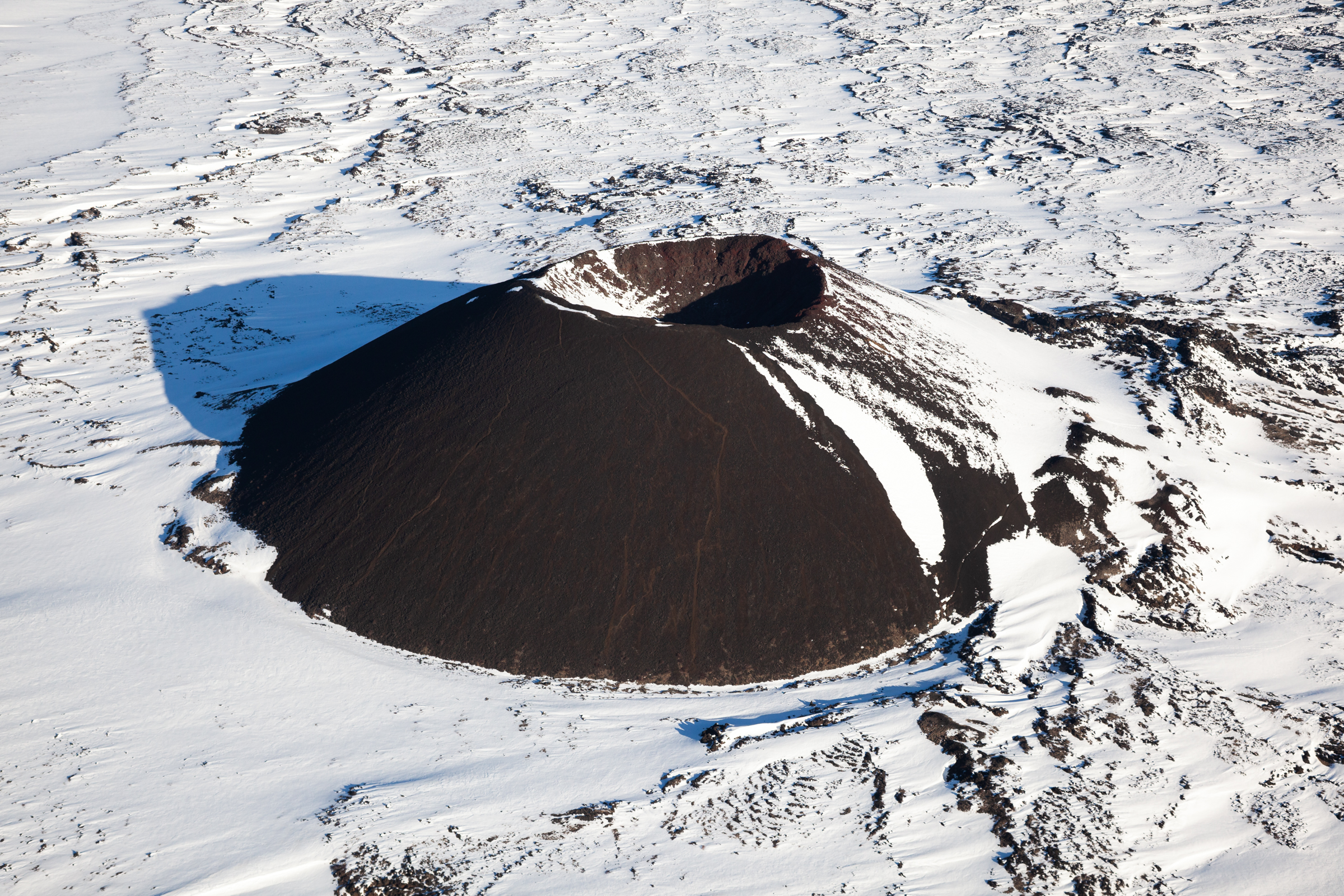
Der Eve Cone von Südosten

Der Eve Cone liegt an einem entlegenen Ort, zu dem keinerlei Straßen führen; die nächstgelegenen Straßen sind der Stewart–Cassiar Highway im Osten und die Telegraph Creek Road im Nordwesten, die beide etwa 40 km vom Vulkan entfernt sind.:31:88,89 Ausgehend von diesen Straßen bieten Reitpfade Zugang zum Mount Edziza Volcanic Complex.:31 Von Telegraph Creek aus erstreckt sich der Buckley Lake Trail etwa 15 km südostwärts entlang des Mess Creek und des Three Mile Lake. Êr quert dann über die nächsten 15 km nordostwärts den Dagaichess Creek und den Stinking Lake und führt bis zum Nordostende des Buckley Lake, wo er auf den Klastline River Trail und die Buckley Lake to Mowdade Lake Route trifft.:88
Im Osten beginnt der etwa 50 km lange Klastline River Trail in der Gemeinde Iskut am Stewart–Cassiar Highway.:89 Dieser führt nordwestwärts und westwärts entlang des Klastline River über den größten Teil von dessen Verlauf.:88,89 Der Trail verläuft über etwa 25 km dort im Mount Edziza Provincial Park, wo der Kakiddi Creek in den Klastline River mündet.:89 Nach Eintritt in den Mount Edziza Provincial Park verläuft der Klastline River Trail nordwestwärts über etwa 10 km entlang des Klastline River und quert dann den Fluss nördlich des Big Raven Plateau.:88,89 Von dort aus verläuft der Klastline River Trail über etwa 5 km westwärts bis zum Nordostende des Buckley Lake, wo er auf den Buckley Lake Trail und die Buckley Lake to Mowdade Lake Route trifft.:88
Die Buckley Lake to Mowdade Lake Route verläuft südlich des Buckley Lake entlang des Buckley Creek und erklimmt schrittweise das Nordende des Big Raven Plateau, wo der Eve Cone und der Sidas Cone  entlang der Route zu sehen sind.:88 BC Parks empfiehlt Besuchern den Aufstieg auf den Eve Cone über den Hauptweg auf seiner Südostflanke, um Fußverletzungen auf seiner heiklen Oberfläche zu vermeiden. Diese Route führt zu einer kleinen Schleife an der Nordostseite des Kegels und bietet einen Zugang zum Karterrand. Der Buckley Lake nordwestlich des Eve Cone ist groß genug, um von Wasserflugzeugen genutzt werden zu können, aber die Landung auf dem See mit privaten Flugzeugen erfordert eine schriftliche Genehmigung des BC Parks Stikine Senior Park Ranger. Bis 2025 waren Alpine Lakes Air und BC Yukon Air die einzigen Charterfluggesellschaften, denen der Zugang zu diesem Gebiet per Flugzeug erlaubt war.